# Heinz Rhyn
Heinz Rhyn (ur. 20 września 1949) – szwajcarski zapaśnik walczący w stylu klasycznym. Olimpijczyk z Monachium 1972, gdzie zajął dwunaste miejsce w wadze lekkiej.

## Letnie Igrzyska Olimpijskie 1972
| Konkurencja          | Rundy eliminacyjne   | Rundy eliminacyjne     | Rundy eliminacyjne        | Klas. końcowa |
| Konkurencja          | Przeciwnik I         | Przeciwnik II          | Przeciwnik III            | Miejsce       |
| -------------------- | -------------------- | ---------------------- | ------------------------- | ------------- |
| 68 kg styl klasyczny | Ole Sørensen (CAN) Z | Takashi Tanoue (JPN) P | Gian-Matteo Ranzi (ITA) P | 12.           |